# دانشگاه آدولفو ایبانز
دانشگاه آدولفو ایبانز (به اسپانیایی: Universidad Adolfo Ibáñez) یک دانشگاه در شیلی است که در سانتیاگو واقع شده‌است.